# Hitachiomiya
Hitachiōmiya (Japans: 常陸大宮市, Hitachiōmiya-shi) is een stad in de prefectuur Ibaraki op het eiland Honshu in Japan. De stad heeft een oppervlakte van 348,38 km² en medio 2008 ruim 46.000 inwoners. De rivieren Naka (那珂川, Naka-gawa) en Kuji (久慈川, Kuji-gawa) stromen door de stad.
Hitachiōmiya is een bosrijke stad (ongeveer 60% van het oppervlak). Bekende producten van de stad zijn ui en shiitake.

## Geschiedenis
Op 16 oktober 2004 werd Hitachiōmiya een stad (shi), na toevoeging van de gemeente Yamagata (山方町, Yamagata-machi) en de dorpen Miwa (美和村, Miwa-mura), Ogawa (緒川村, Ogawa-mura) en Gozenyama (御前山村, Gozenyama-mura) aan de gemeente Ōmiya (大宮町, Ōmiya-machi).

## Verkeer
Hitachiōmiya ligt aan de Suigun-lijn van de East Japan Railway Company.
Hitachiōmiya ligt aan de autowegen 118, 123 en 293.

## Geboren in Hitachiōmiya
- Miho Shiraishi (白石 美帆, Shiraishi Miho), actrice

## Aangrenzende steden
- Hitachiōta
- Naka
- Nasukarasuyama